# 파일재생
파일재생(refreshing)이란 디지털 객체를 동일하거나 유사한 포맷으로 복사하는 보존처리 기술 방법의 하나이며, 디지털 객체의 물리적 내용을 변화 없이 그대로 복사하는 비트열 복사방법과 하나의 저장매체에서 다른 매체로 디지털정보를 복사하는 방법이 있다.

## 같이 보기
- 에뮬레이션
- 매체전환
- 기술이전
- 캡슐화
- 디지털 보존
- 보존 메타데이터